# Більярдна куля (оповідання)
«Білья́рдна ку́ля» (англ. The Billiard Ball) — науково-фантастичне оповідання амеиканського письменника Айзека Азімова, вперше опубліковане у березні 1967 року в журналі «If». Увійшло до збірок «Детективи Азімова» (1968), «Сни робота» (1986).

## Сюжет
В оповіданні йдеться про висвітлення одним журналістом серії подій по створенню антигравітаційного пристрою в середині 21 століття.
Мільярдер-винахідник Едвард Блум хоче вразити суспільство створенням антигравітаційного пристрою, а його колишній однокласник, двічі Нобелівський лауреат та автор сучасної теорії гравітації професор Джеймс Пріс публічно заявляє, що це не можливо без витрати нескінченно великої кількості енергії. Обидва головні герої також є непримиренними суперниками у грі в більярд.
Нарешті Блум створює свій пристрій і запрошує бути почесним гостем на його демонстрації професора Пріса. Створивши зону з відсутньою гравітацією над однією із луз, він просить Пріса забити кулю в цю лузу. Викликаний для публічного приниження, професор посилає кулю по складній траєкторії. І коли куля досягає лузи, вона зникає, а Блум падає мертвим із наскрізним отвором у тілі.
Пріс, ставши після смерті Блума, головою його компанії, пояснює, що тіло, яке потрапляє у такий пристрій, втрачає масу, а отже по теорії відносності повинне розганятись до швидкості світла. Вилетівши назовні, де діє гравітація, таке тіло виносить із собою значну кількість енергії, тобто прилад Блума є вічним двигуном першого роду.
На запитання, чи знав професор це під час удару і чи навмисно він вибрав такий напрям удару, він відповідає, що згідно його теоретичних знань, напрямок вильоту кулі міг бути довільним.